# Could This Be Love
«Could This Be Love» es una canción de la banda estadounidense Toto de su disco de 1986 Fahrenheit, la canción es una balada y se caracteriza por la participación de Fergie Frederiksen en los coros, es cantada por Joseph Williams y fue Compuesta por David Paich y Joseph Williams.

## Personal
- Joseph Williams; vocales
- Jeff Porcaro; batería
- Steve Lukather; guitarra, coros
- Mike Porcaro; bajo
- David Paich; teclados
- Steve Porcaro; teclados
- Fergie Frederiksen; coros
- Lenny Castro; percusión